# Mănăstirea Vraceș
Mănăstirea „Cei patruzeci de sfinți” din Vraceș este o mănăstire activă, aparținând de Biserica Ortodoxă Bulgară, Eparhia Loveci⁠(d). Este situată la 5 km vest de satul Vraceș și la 10 km de Botevgrad.

## Istorie
Mănăstirea a fost fondată în secolul al XIII-lea, după Bătălia de la Klokotnița, când țarul Ivan Asen al II-lea l-a învins pe despotul Epirului Theodor Comnen Dukas. Bătălia a avut loc în ziua Celor patruzeci de sfinți, astfel incât țarul a construit mai multe biserici și mănăstiri in cinstea victoriei, toate cu acest hram.
Mănăstirea a fost inițial o mănăstire de călugări, aceștia ocupându-se cu transcrierea și distribuirea cărților liturgice. În secolul al XVII-lea, în subsolul mănăstirii funcționa o școală. Mănăstirea a ars de două ori, în sec. al XV-lea și în sec. al XVIII-lea, după care a fost dată uitării până la sfârșitul secolului al XIX-lea.
În 1891, pe vechile fundații, Vuno Markov⁠(d), considerat a fi cel mai faimos maestru-arhitect din comuna Botevgrad, a construit în acest loc o biserică modestă, restabilind astfel viața monahală din zonă. Mănăstirea a rămas de călugări, dar mai târziu, în 1937, a început să primească și maici, prima dintre ele fiind Cassiana. Mănăstirea este în prezent deschisă.

## Arhitectură
Situl reprezintă un complex de biserici, clădiri de locuit și de comerț. Biserica mănăstirii are un naos, o absidă, este lipsită de cupole, iar deasupra pronaosului se ridică un turn-clopotniță. În una din clădiri rezidențiale a fost construită o capelă cu hramul Sf. Clement al Ohridei. Nu departe de mănăstire, pe malul drept al râului alăturat, izvorăște un izvor sfânt. Peste mănăstire se ridică un deal abrupt, care găzduiește rămășițele cetății Gradișce (Ceșkovgrad).
Mănăstirea a fost declarată monument de cultură.